# Kanton Gualaquiza
Der Kanton Gualaquiza befindet sich in der Provinz Morona Santiago im Südosten von Ecuador. Er besitzt eine Fläche von 2255,24 km². Im Jahr 2020 lag die Einwohnerzahl schätzungsweise bei 19.500. Verwaltungssitz des Kantons ist die Kleinstadt Gualaquiza mit 7232 Einwohnern (Stand 2010).

## Lage
Der Kanton Gualaquiza befindet sich im äußersten Süden der Provinz Morona Santiago. Das Gebiet wird im Westen von der Cordillera Real und im Osten von der Cordillera del Cóndor begrenzt. Der Río Bomboiza, ein linker Nebenfluss des Río Zamora durchfließt den Westteil des Kantons und mündet in den Río Zamora, der den Ostteil in nördlicher Richtung durchquert. Die Fernstraße E45 (Loja–Macas) führt durch den Kanton und an dessen Hauptort vorbei. Die E594 führt von Gualaquiza in nordwestlicher Richtung nach Sígsig.
Der Kanton Gualaquiza grenzt im Nordosten an den Kanton San Juan Bosco, im Osten an Peru, im Süden und im Südwesten an die Provinz Zamora Chinchipe sowie im Nordwesten an die Provinz Azuay.

## Verwaltungsgliederung
Der Kanton Gualaquiza ist in die Parroquias urbanas („städtisches Kirchspiel“)
- Gualaquiza
- Mercedes Molina

und in die Parroquias rurales („ländliches Kirchspiel“)
- Amazonas
- Bermejos
- Bomboiza
- Chigüinda
- El Ideal
- El Rosario
- Nueva Tarqui
- San Miguel de Cuyes

gegliedert.

## Geschichte
Der Kanton Gualaquiza wurde im Jahr 1944 eingerichtet (Decreto Ejecutivo N° 785 vom 9. August; Registro Oficial vom 16. August).

## Ökologie
Im äußersten Nordwesten des Kantons befindet sich das Schutzgebiet Área Ecológica de Conservación Municipal Siete Iglesias. Im Osten befindet sich das Schutzgebiet Reserva Biológica El Quimi.